# Chrysolina analis
Chrysolina analis är en skalbaggsart som först beskrevs av Carl von Linné 1767.  Chrysolina analis ingår i släktet Chrysolina, och familjen bladbaggar. Enligt den finländska rödlistan är arten starkt hotad i Finland. Enligt den svenska rödlistan är arten nära hotad i Sverige. Arten förekommer i Götaland, Gotland, Öland, Svealand, Nedre Norrland och Övre Norrland. Artens livsmiljö är torra gräsmarker.

## Bildgalleri

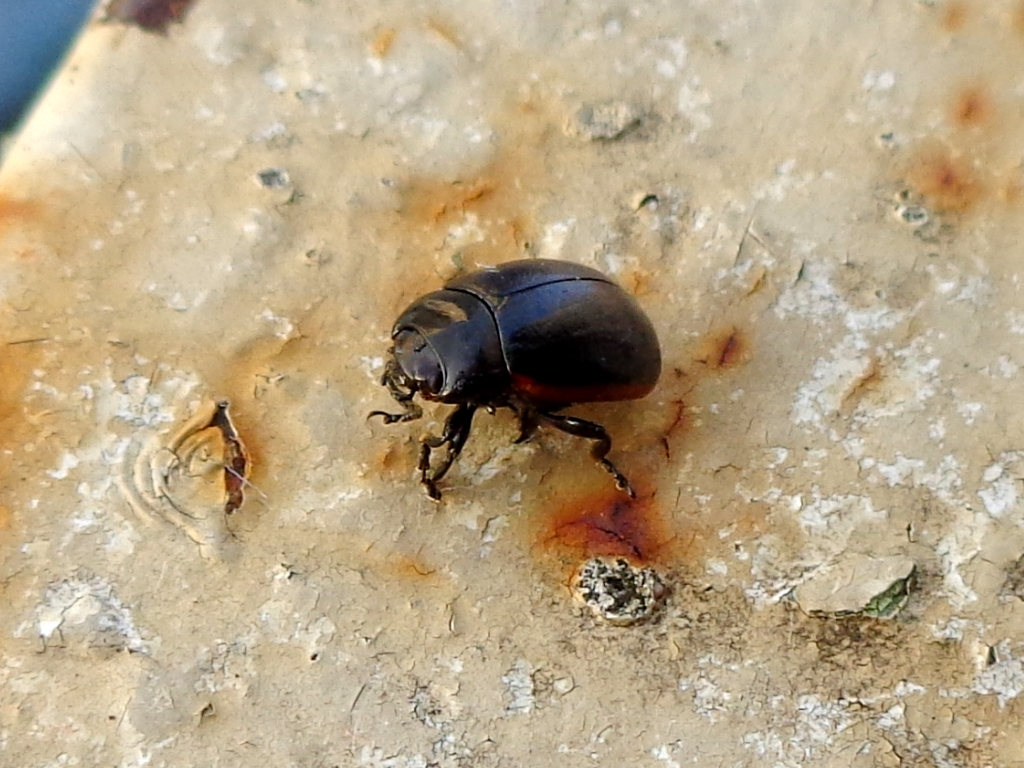